# Nye Verden
Begrebet Den Nye Verden er et af de mange begreber, som bliver brugt om Amerika, og til tider også om Australien og Oceanien. "Den Nye Verden" bruges ikke til at betegne "den moderne verden", da begrebet betegner det geografiske område, der blev "opdaget" af europæerne.
Begrebet opstod i det sene 15. århundrede under europæernes kolonisering af Amerika. Begrebet er udtryk for et eurocentrisk verdensbillede, hvor europæerne sås som civiliserede, mens alle andre folkeslag sås som primitive og mindreværdige.
Amerika var før koloniseringen allerede rigt befolket af diverse indianerstammer. At omtale koloniseringen som en "opdagelse af Amerika" er således en omtale fra europæisk perspektiv, da den oprindelige befolkning naturligvis havde “opdaget” Amerika flere tusinde år tidligere.
Et alternativ til begrebet "Den Nye Verden" kan være "den vestlige hemisfære". "Den vestlige hemisfære" henviser til Amerika som et geografisk område (den vestlige halvkugle). Selvom begrebet "den vestlige hemisfære" går ud fra, at Europa er verdens geografiske centrum, undgår begrebet direkte at hentyde til, at Europa er verdens civiliserede centrum, hvilket begrebet "Den Nye Verden" kan kritiseres for at gøre, når det hentyder til en opdeling af verden i "civiliserede" og "mindre civiliserede"
Udover at knytte sig til perioden med "de store opdagelsesrejser", knytter begrebet "Den Nye Verden" sig til perioden med de store udvandringer fra Europa (den gamle verden) til den nye verden i Amerika fra sidste del af 1800-tallet til langt inde i 1900-tallet.